# Jarcieu
Jarcieu település Franciaországban, Isère megyében. Lakosainak száma 1135 fő (2022. január 1.). Jarcieu Sonnay, Épinouze, Lapeyrouse-Mornay, Bellegarde-Poussieu, Bougé-Chambalud és Pact községekkel határos.

## Népesség
A település népességének változása:
| Lakosok száma | 590  | 623  | 698  | 914  | 1033 | 1028 | 1037 | 1059 | 1086 | 1135 |
|               | 1968 | 1982 | 1990 | 2006 | 2013 | 2015 | 2017 | 2019 | 2020 | 2022 |